# スポケーン
- スポケーン
- スポーケイン
- スポーケン
- スポーカン
- スポーキャン

スポケーン（Spokane [ˌspoʊˈkæn]）は、アメリカ合衆国ワシントン州東部に位置する中規模商工業都市。スポケーン郡の郡庁所在地である。人口は22万8989人（2020年国勢調査）で、シアトルに次ぐ州第2の都市である。市はシアトルの東約450km、ポートランドの北東約600kmに位置する。コロンビア台地の東端、ロッキー山脈の西麓に位置し、自然の豊かさでよく知られる。また治安も比較的良い。
もともとの地名はスポケーン・フォールズ（Spokan Falls）といった。市内をコロンビア川の支流であるスポケーン川が流れ、もとの地名が示す通り、滝がいたるところに見られる。
なお、英語の公式な発音はスポーケインだが、現地ではよくスポケーンと発音される。日本語ではスポケーンという表記のほかに、スポーケン、スポーカン、スポーキャンなどの表記ゆれがある。
都市名は先住民のスポケーン族のことばで「太陽の子供」を意味する。市民はライラックシティ（Lilac City）と愛称し、公認の別称「フープタウンUSA」（Hooptown USA）はアメリカ最大のバスケットボール競技会「フープ・フェスト」を開くことに由来する。

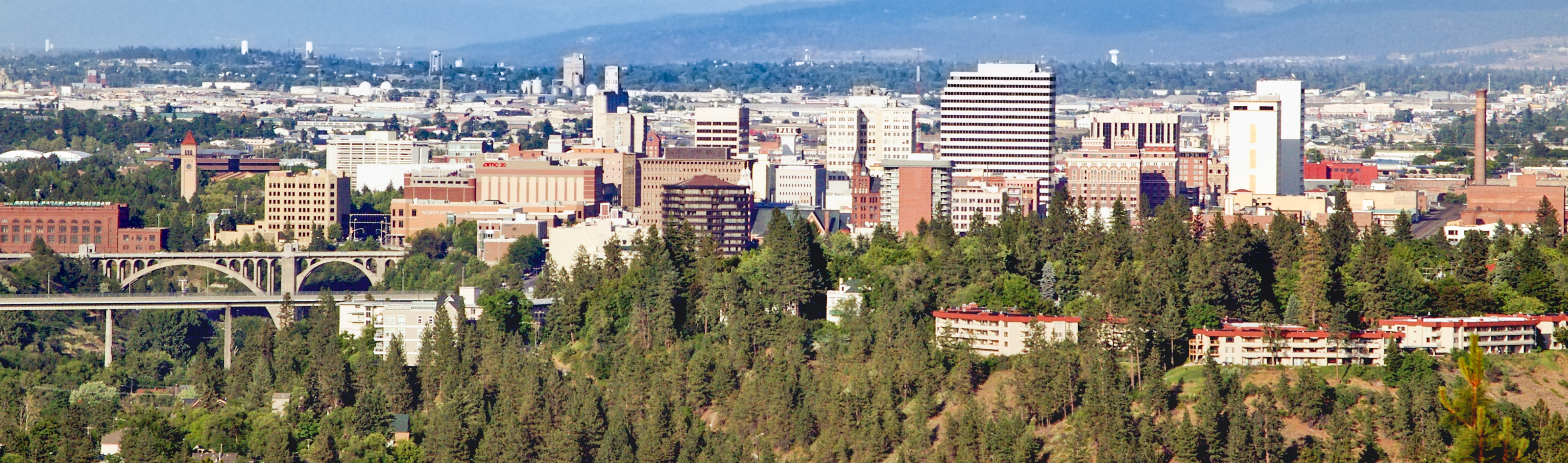
スポケーン・ダウンタウン

## 歴史

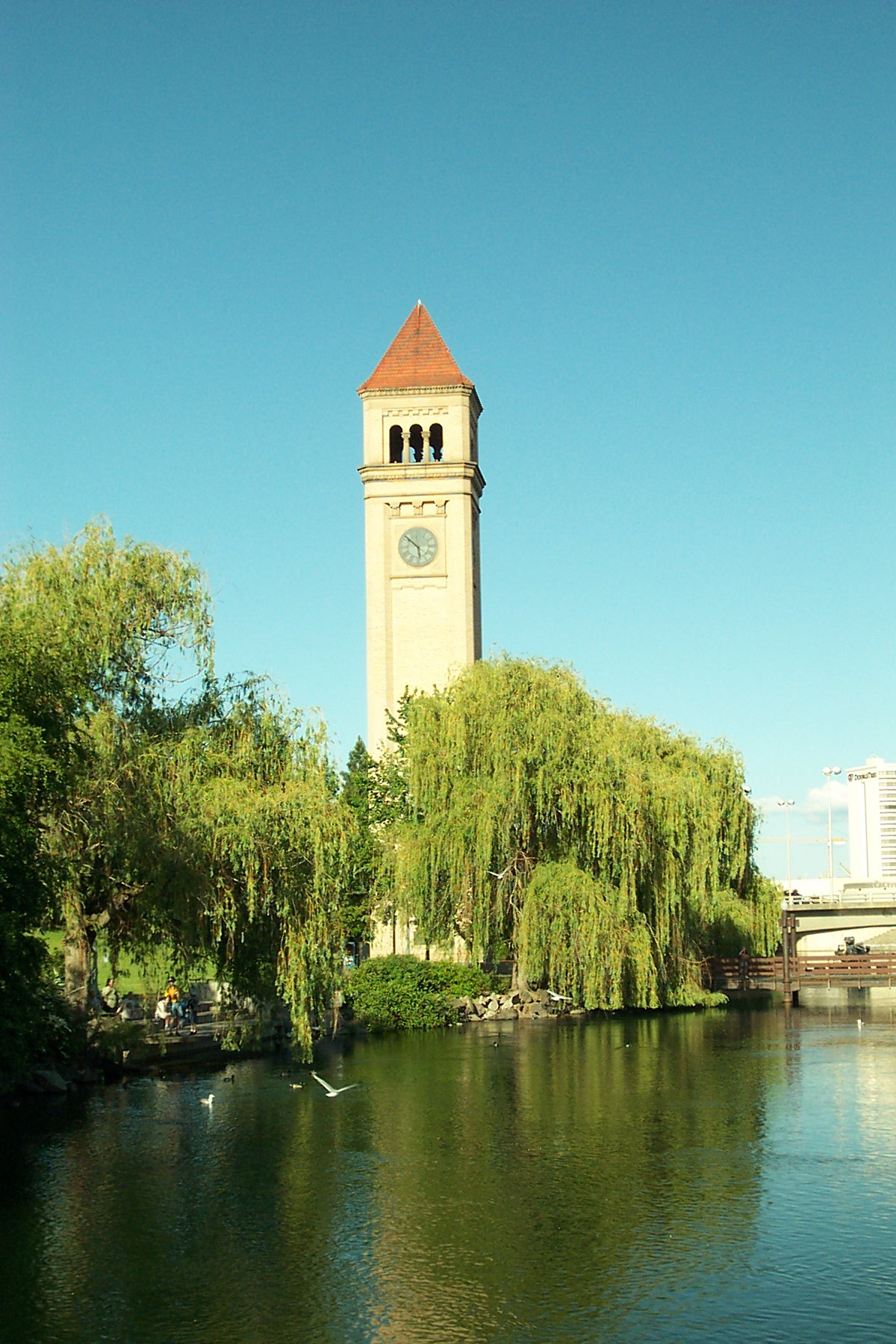
リバーフロント・パークの時計塔

その昔、スポケーン川はサケが豊富であったことから、土着の人々がよく集まった。やがて1880年、アメリカ合衆国陸軍が現在のスポケーンの北西約90kmの位置にキャンプ・スポケーンを開いた。この軍事施設を足がかりにして鉄道をこの地に引き、フランス領に対してアメリカ合衆国の領土を保障しようという狙いがあった。翌1881年には、そのノーザン・パシフィック鉄道が開通し、ヨーロッパ人入植者がこの地にやってきた。同年11月29日には正式な市を設けて「スポケーン・フォールズ」（Spokan Falls）と名づけて、当初は「e」のない「Spoken」とつづった。市名は1883年に現在のスポケーン（Spokane）に改称された。
市の中心部は1889年夏の大火で、壊滅的な被害を受けた。ポンプ場が技術的な問題を抱えていたため放水に十分な水圧がかからず、ボランティアの消防団がホースを向けても延焼を止められなかった。やがて風に乗って火はさらに燃え広がり、最終的にはダウンタウンの27ブロックが焼けてしまった。
このような大惨事があったにもかかわらず、スポケーンは成長を続けた。大火から3年後の1892年、グレート・ノーザン鉄道も開通し、市には同社の操車場と、アメリカ合衆国北西部で最も大きな駅が置かれた。やがて19世紀の駅舎はスポケーン国際環境博覧会（後述）を開催したときに取り壊された。現在残っているのはリバーフロント・パークに建つ時計塔のみである。

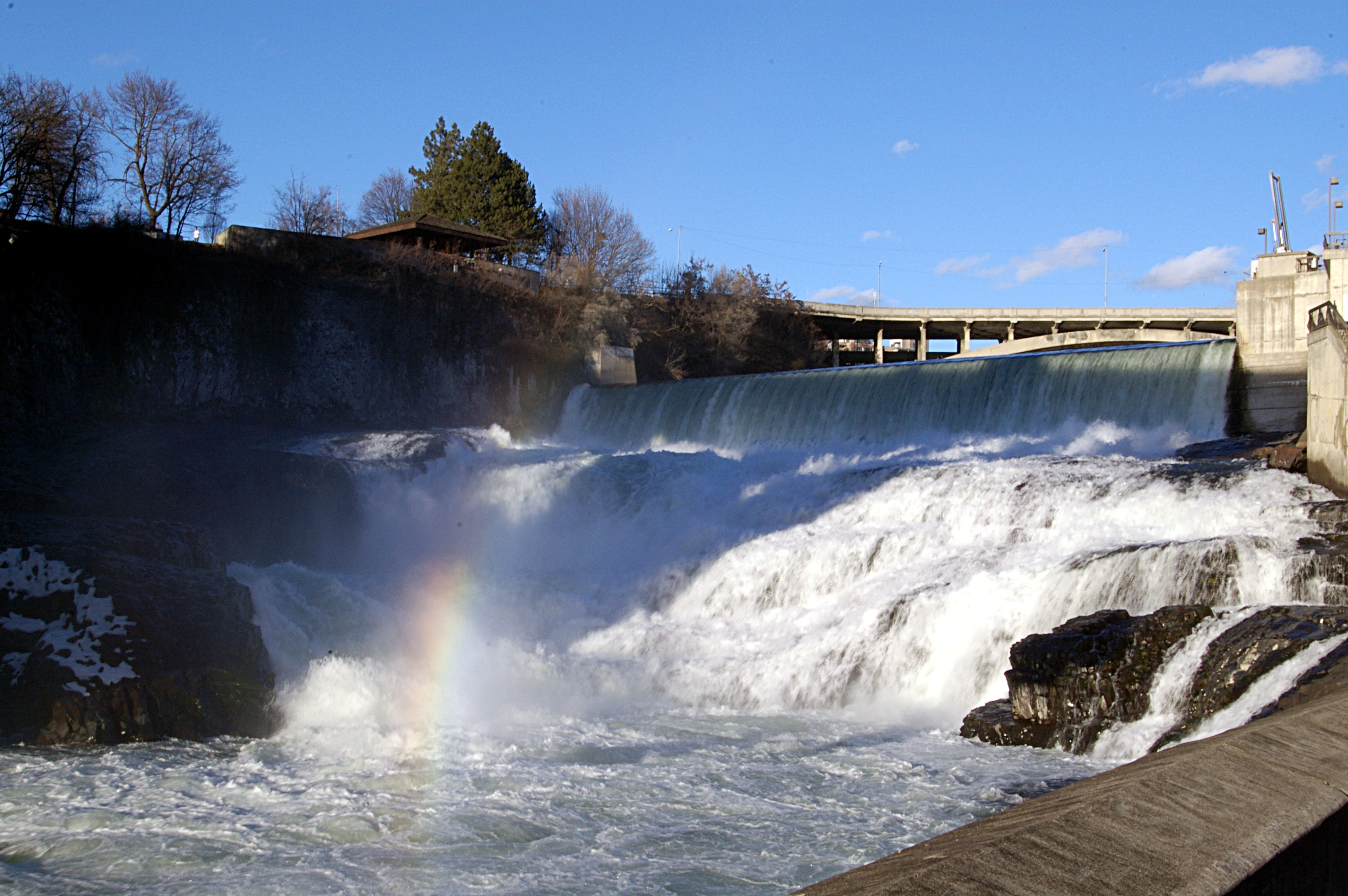
スポケーン滝

1974年にスポーケン国際環境博覧会が開催された。当時、スポケーンは万国博覧会を開いた都市としては史上最小であった。その名が示す通り、環境をテーマにしたこの万国博覧会には日本も参加した。この博覧会を境にスポケーンは100年来の鉄道の町から脱皮し、明確なダウンタウンを持つ商工業都市へと変貌していった。
スポケーン国際環境博覧会で建てられた建物の多くは現在も残り、使用されている。アメリカ合衆国館はIMAXシアターになった。ワシントン州館はINB演技芸術センター（Inland Northwest Bank Performing Arts Center）として使われている。博覧会会場跡は400,000m²の敷地を有するリバーフロント・パークとなり、市民の憩いの場となっている。園内には前述のIMAXシアターや時計塔のほか、ローフ・カルーセル（Looff Carousel）というメリーゴーランドも残っている。

## 地理

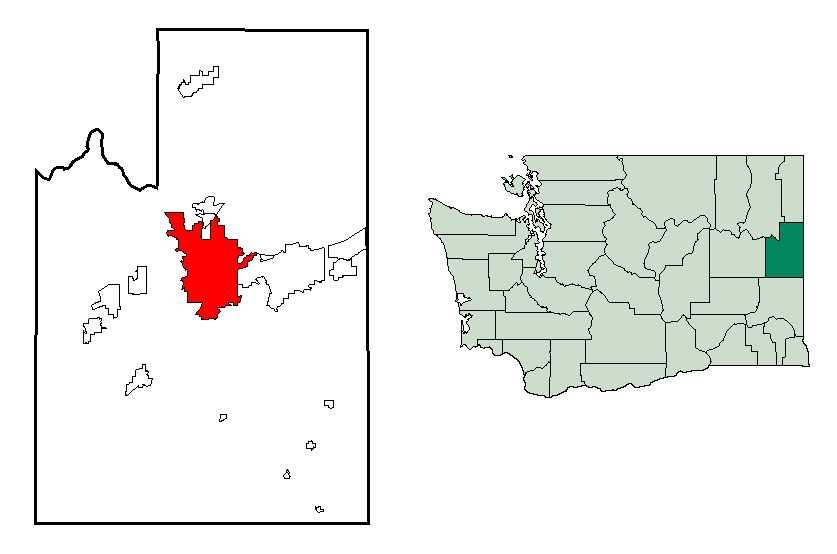
スポケーン郡内の位置

スポケーンは、北緯47度40分24秒 西経117度24分37秒 / 北緯47.67333度 西経117.41028度（47.673341, -117.410271）に位置している。市の標高は610mである。
市はコロンビア台地の東端、ロッキー山脈の西麓に位置している。市内をコロンビア川の支流であるスポケーン川が流れ、至るところに滝が見られる。市の周辺には広大な小麦畑やステップが広がっている。
アメリカ合衆国統計局によると、スポケーン市は総面積151.6km2（58.5mi2）である。このうち149.6km2（57.8mi2）が陸地で2.0km2（0.8mi2）が水域である。総面積の1.30%が水域となっている。

## 気候
スポケーンは高緯度・内陸にあるため冷涼な気候であり、夏もさほど暑くならず過ごしやすい。年間雨量はシアトルの半分以下であり、乾燥しているが、水源は豊富であり水不足になることは稀である。ケッペンの気候区分では、地中海性気候（Csb）に属する。
| スポケーンの気候     | スポケーンの気候 | スポケーンの気候 | スポケーンの気候 | スポケーンの気候 | スポケーンの気候 | スポケーンの気候 | スポケーンの気候 | スポケーンの気候 | スポケーンの気候 | スポケーンの気候 | スポケーンの気候 | スポケーンの気候 | スポケーンの気候 |
| 月                   | 1月              | 2月              | 3月              | 4月              | 5月              | 6月              | 7月              | 8月              | 9月              | 10月             | 11月             | 12月             | 年               |
| -------------------- | ---------------- | ---------------- | ---------------- | ---------------- | ---------------- | ---------------- | ---------------- | ---------------- | ---------------- | ---------------- | ---------------- | ---------------- | ---------------- |
| 日平均気温 °C （°F） | −1.4 (29.5)      | 0.6 (33.1)       | 4.6 (40.3)       | 8.3 (46.9)       | 12.8 (55)        | 16.7 (62.1)      | 21.0 (69.8)      | 20.7 (69.3)      | 15.7 (60.3)      | 8.7 (47.7)       | 2.1 (35.8)       | −2.6 (27.3)      | 9.0 (48.2)       |
| 降水量 mm （inch）   | 45.7 (1.799)     | 33.0 (1.299)     | 40.6 (1.598)     | 33.0 (1.299)     | 40.6 (1.598)     | 33.0 (1.299)     | 15.2 (0.598)     | 15.2 (0.598)     | 17.8 (0.701)     | 30.5 (1.201)     | 58.4 (2.299)     | 58.4 (2.299)     | 421.6 (16.598)   |
| 出典：Weatherbase    |                  |                  |                  |                  |                  |                  |                  |                  |                  |                  |                  |                  |                  |

## 交通
スポケーンの玄関口となる空港はダウンタウンの西約8kmに位置するスポケーン国際空港（IATA: GEG）である。この空港はスポケーンのみならず、ワシントン州東部・アイダホ州北西部の玄関口となっている空港である。州間高速道路90号線が空港を通っており、ダウンタウンから車で10分程度で着くことが出来る。
ダウンタウンを通るI-90は、アメリカ合衆国の北西部・北東部を通り、シアトルとボストンを結んで大陸を横断する幹線である。かつてはシアトルとミネアポリスを結ぶグレイハウンドの長距離バスがこの高速道路の上を走っていたが、2004年に不採算のために廃線となった。廃線以後、シアトルからスポケーンへのバスは1日3便で、うち2便がスポケーン以東、モンタナ州ビリングスまでの運行となっている。ミネアポリス方面からのバスの終点はノースダコタ州ファーゴである。ビリングス～ファーゴ間はグレイハウンドと提携する地元密着型の中距離バス会社、リムロック・トレイルウェイズによってカバーされている。またこれとは別に、ポートランドとスポケーンを結ぶバスも1日1便ある。
アムトラックの駅があり、シアトル・ポートランドとシカゴとを結ぶエンパイア・ビルダー号が停車する。スポケーン駅はシアトル方面とポートランド方面との連結・切り離し駅となっている。アメリカ合衆国とカナダとの国境線近くを走るこの列車は、途中グレイシャー国立公園を通過する。
市内の交通機関としては、スポケーン交通局（STA）が運営する路線バスが挙げられる。ライトレールを建設する案が出されており、もし可決されれば、このライトレールはダウンタウンとリバティ・レイクを結び、また将来的にはスポケーン国際空港へも延伸される予定になっている。

## 教育

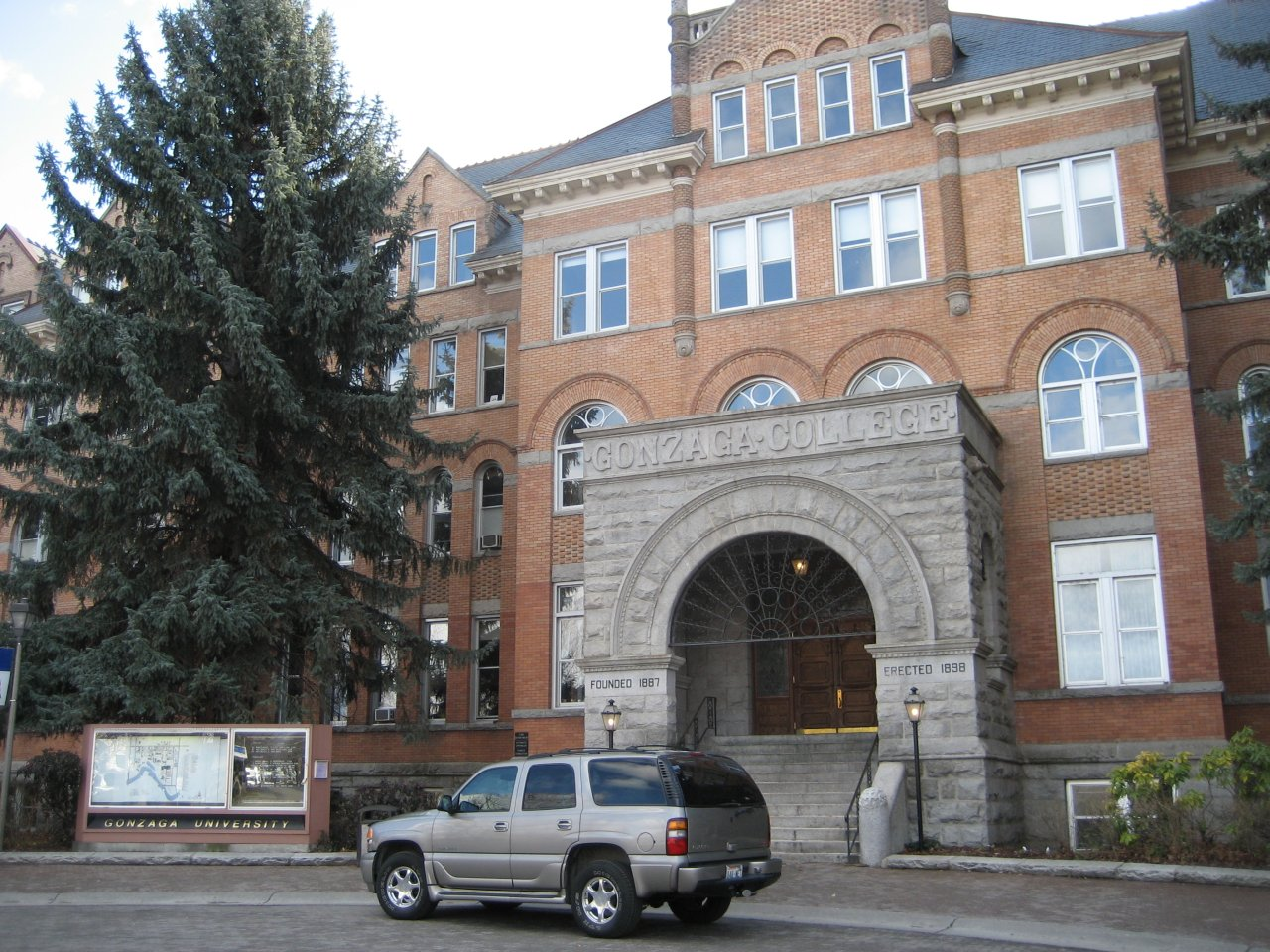
ゴンザガ大学

スポケーン市内の公立学校はスポケーン公立学区の管轄下にある。スポケーン学区はPBSと提携したKSPS-TVというテレビ局を持っており、ワシントン州東部のみならずアイダホ州やモンタナ州の一部、カナダのカルガリーやエドモントンでも視聴されている。
大学は都市の規模の割に充実している。最も有名で評価の高いのは上智大学と交換留学の提携をしているカトリック系私立のゴンザガ大学である。そのほかにもワシントン州立大学スポケーン校、イースタン・ワシントン大学、ホイットワース大学と4年制大学が4つ、さらにコミュニティ・カレッジが2つある。ゴンザガ大学は男子バスケットボールの強豪校としても知られ、ジョン・ストックトンや八村塁らのNBA選手を複数輩出している。そのほかムコガワ・フォート・ライト・インスティチュートという、兵庫県西宮市にある武庫川女子大学の海外キャンパスがある。

## 人口動勢
以下は2000年国勢調査における人口統計データである。
| 基礎データ - 人口: 195,630人 - 世帯数: 81,512世帯 - 家族数: 47,276家族 - 人口密度: 1,307.7人/km2（3,387.0人/mi2） - 住居数: 87,941軒 - 住居密度: 587.8軒/km2（1,522.6軒/mi2） 人種別人口構成 - 白人: 89.46% - アフリカン・アメリカン: 2.07% - ネイティブ・アメリカン: 1.76% - アジア人: 2.25% - 太平洋諸島系: 0.19% - その他の人種: 0.88% - 混血: 3.38% - ヒスパニック・ラテン系: 2.99% 年齢別人口構成 - 18歳未満: 24.8% - 18-24歳: 11.1% - 25-44歳: 29.6% - 45-64歳: 20.5% - 65歳以上: 14.0% - 年齢の中央値: 35歳 - 性比（女性100人あたり男性の人口） - 総人口: 93.0 - 18歳以上: 89.9 | 世帯と家族（対世帯数） - 18歳未満の子供がいる: 29.4% - 結婚・同居している夫婦: 41.3% - 未婚・離婚・死別女性が世帯主: 12.4% - 非家族世帯: 42.0% - 単身世帯: 33.9% - 65歳以上の老人1人暮らし: 11.7% - 平均構成人数 - 世帯: 2.32人 - 家族: 2.98人 収入と家計 - 収入の中央値 - 世帯: 32,273米ドル - 家族: 41,316米ドル - 性別 - 男性: 31,676米ドル - 女性: 24,833米ドル - 人口1人あたり収入: 18,451米ドル - 貧困線以下 - 対人口: 15.9% - 対家族数: 11.1% - 18歳未満: 19.3% - 65歳以上: 9.6% |

## 姉妹都市
スポーケンは以下4都市と姉妹都市提携を結んでいる。
- 西宮市（日本・兵庫県） - 1961年提携。4都市のうち最長の提携関係を結んでいる。
- リムリック（アイルランド）
- 堤川市（大韓民国）
- 吉林市（中華人民共和国）